# Shallow Ground
Shallow Ground (bra: Terra Rasa) (prt: Terreno Estreito) é um filme de 2004 dirigido por Sheldon Wilson sobre um adolescente coberto de sangue que aparece em uma delegacia de polícia segurando uma faca.
Foi lançado em DVD em junho de 2005 nos Estados Unidos.

## Elenco
- Timothy V. Murphy - Jack Sheppard
- Stan Kirsch - Stuart Dempsey
- Lindsey Stoddart - Laura Russell
- Patty McCormack - Helen Reedy

## Produção
Filmado em película de 16 mm em junho de 2003, no Topanga Canyon e com um orçamento baixo de 72 mil dólares, os produtores recorreram ao Programa Experimental SAG, no qual nenhum ator recebeu pagamento adiantado.

## Recepção
No site agregador de críticas Rotten Tomatoes, 50% das 6 avaliações dos críticos são positivas.
Para o Bloody Disgusting, Elaine Lamkin avaliou com 3 e meio de 5 "caveiras" destacando em sua crítica que "a história é uma mistura de retribuição sobrenatural, mistério de assassinato e suspense psicológico". Em sua crítica para Empire, William Thomas avaliou com 3/5 estrelas e concluiu seu comentário afirmando que "isso é puro terror B, mas tem uma sagacidade sombria, um toque macabro, uma trilha sonora assustadora e um desfecho desconcertante".
A Time Out destacou que o filme é "uma mistura frustrante do familiar, do surpreendente e do totalmente idiota. O ambicioso e malsucedido filme de terror de Sheldon Wilson acaba desperdiçando suas melhores ideias". Para a BBC, Paul Arendt escreveu: "Os atores desconhecidos avançam corajosamente por um roteiro que exige que se comportem como simplórios, e há alguns efeitos sangrentos e inventivos para compensar toda a dor de cabeça que você terá".